# Colubroelaps nguyenvansangi
Colubroelaps nguyenvansangi is een slang uit de familie toornslangachtigen (Colubridae) en de onderfamilie Colubrinae.

## Naam en indeling
De wetenschappelijke naam van Colubroelaps nguyenvansangi werd voor het eerst wetenschappelijk beschreven door Nikolai Lutseranovich Orlov en anderen in 2009. Het is de enige soort uit het monotypische geslacht Colubroelaps.

## Verspreiding en habitat
Colubroelaps nguyenvansangi komt voor in delen van Azië en is endemisch in Vietnam.
De habitat bestaat uit vochtige tropische en subtropische laaglandbossen.De soort is aangetroffen op een hoogte van ongeveer 500 tot 720 meter boven zeeniveau.

## Beschermingsstatus
Door de internationale natuurbeschermingsorganisatie IUCN is de beschermingsstatus 'onzeker' toegewezen (Data Deficient of DD).